# Mariä Himmelfahrt (Aldersbach)

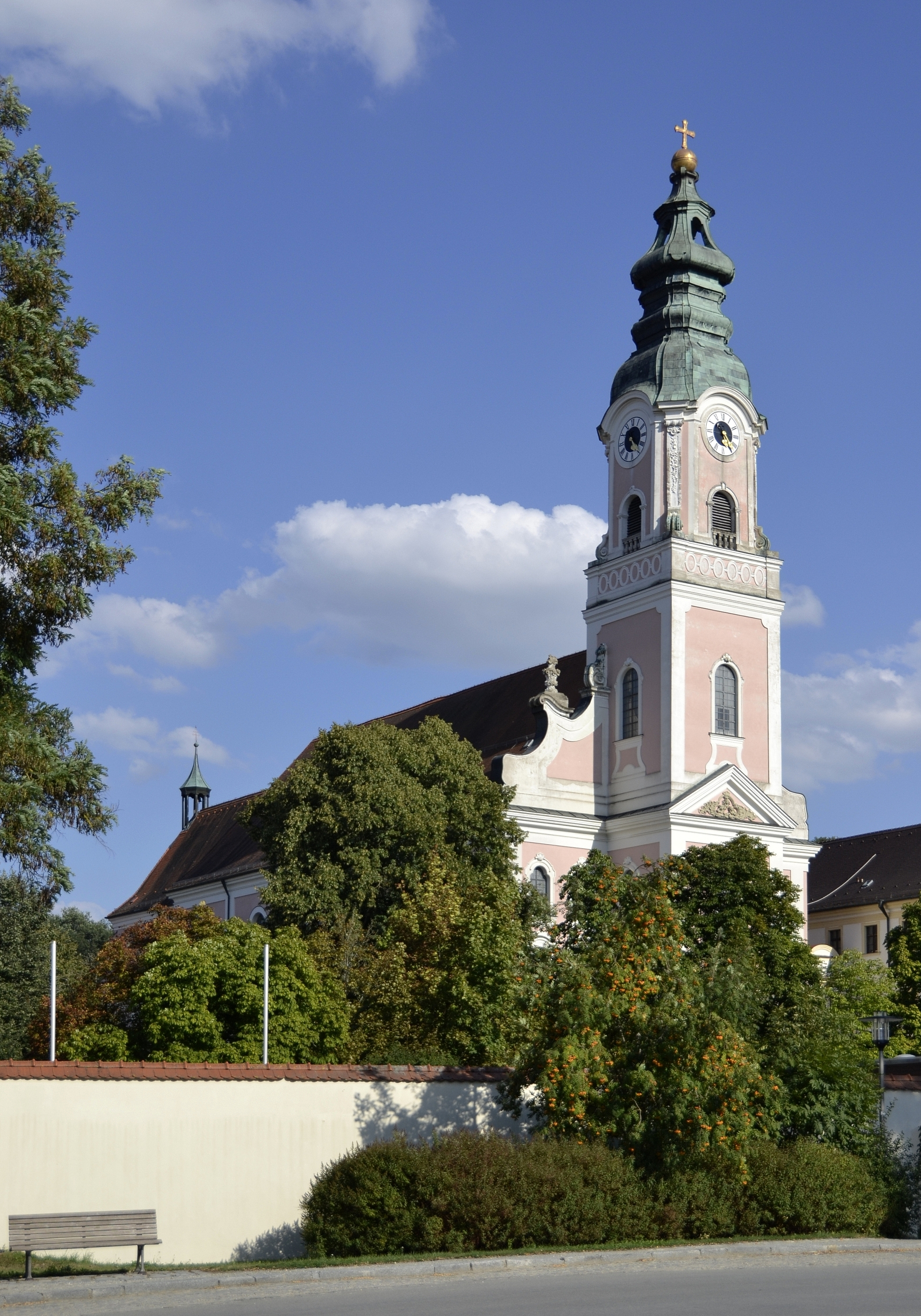
Mariä Himmelfahrt (Aldersbach)

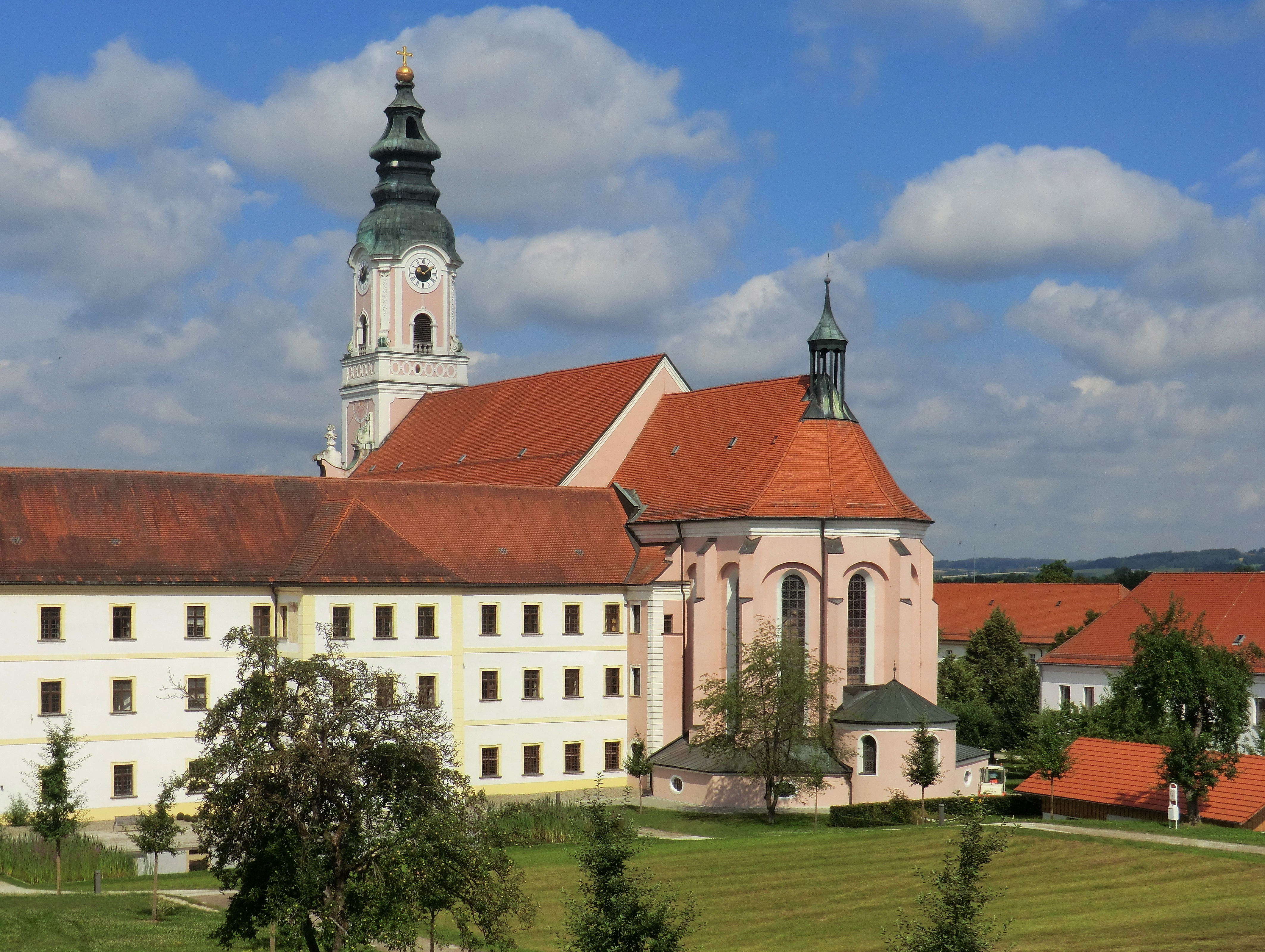
Südostansicht

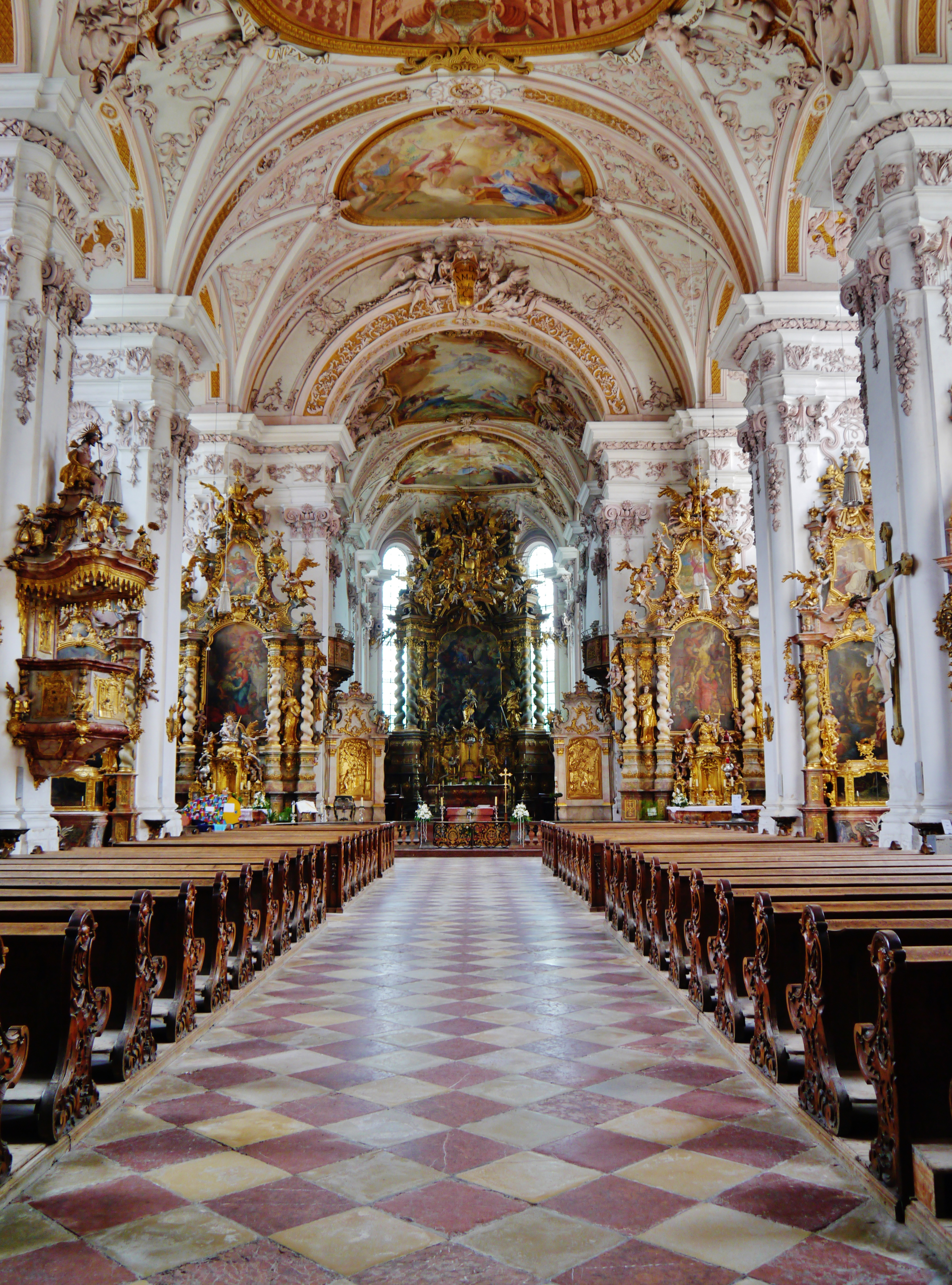
Innenansicht nach Osten

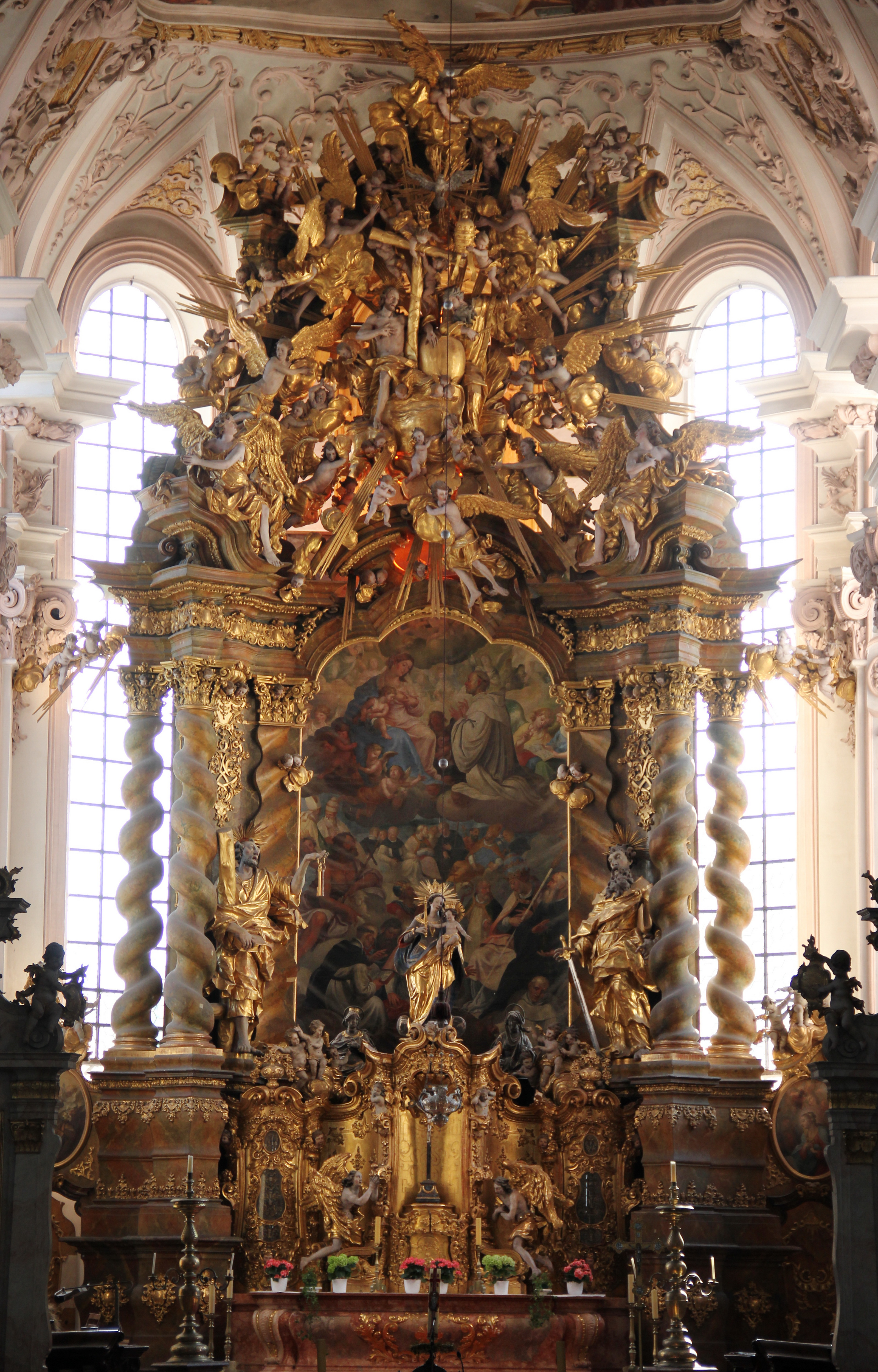
Hochaltar

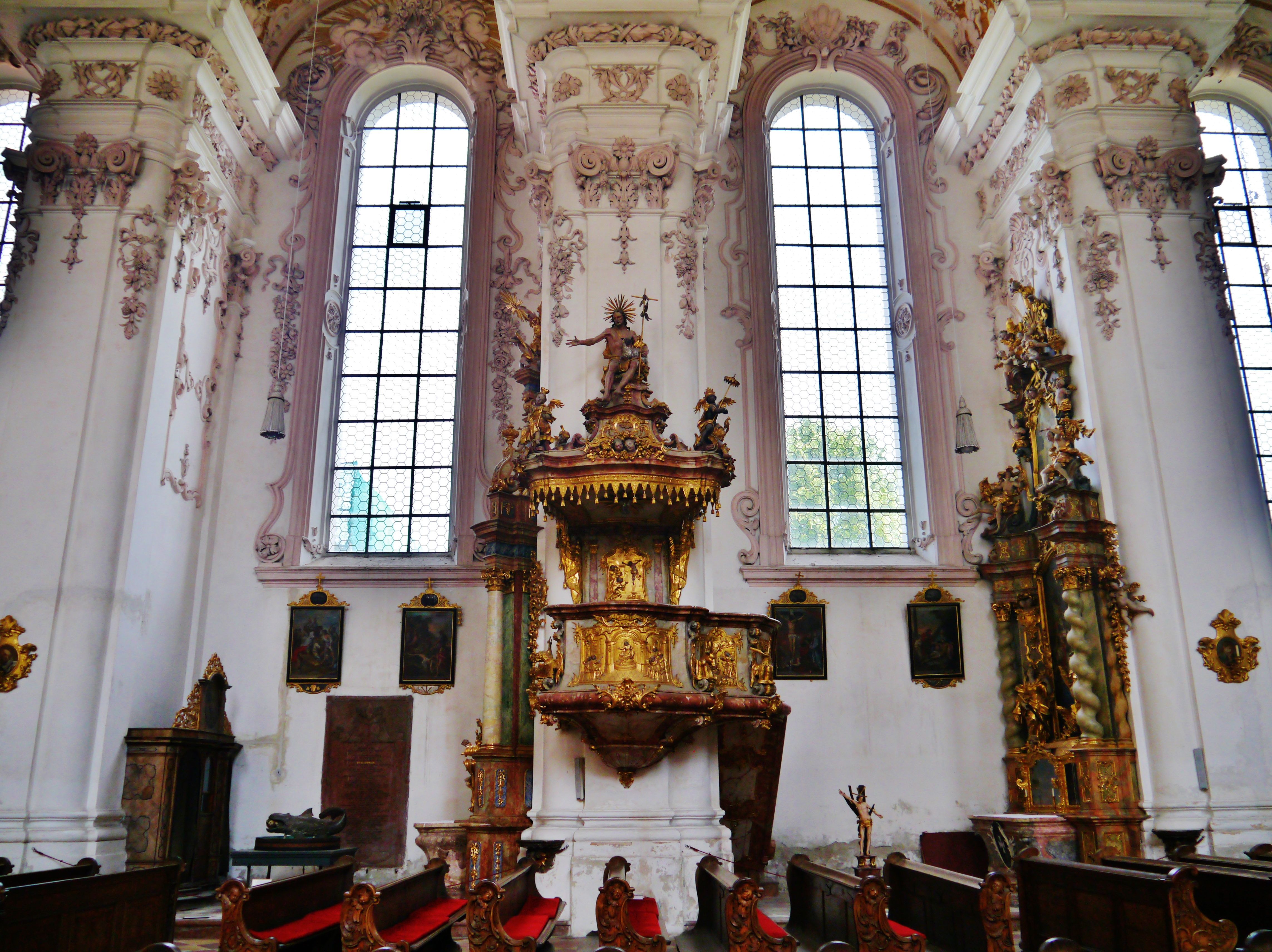
Blick zur Kanzel

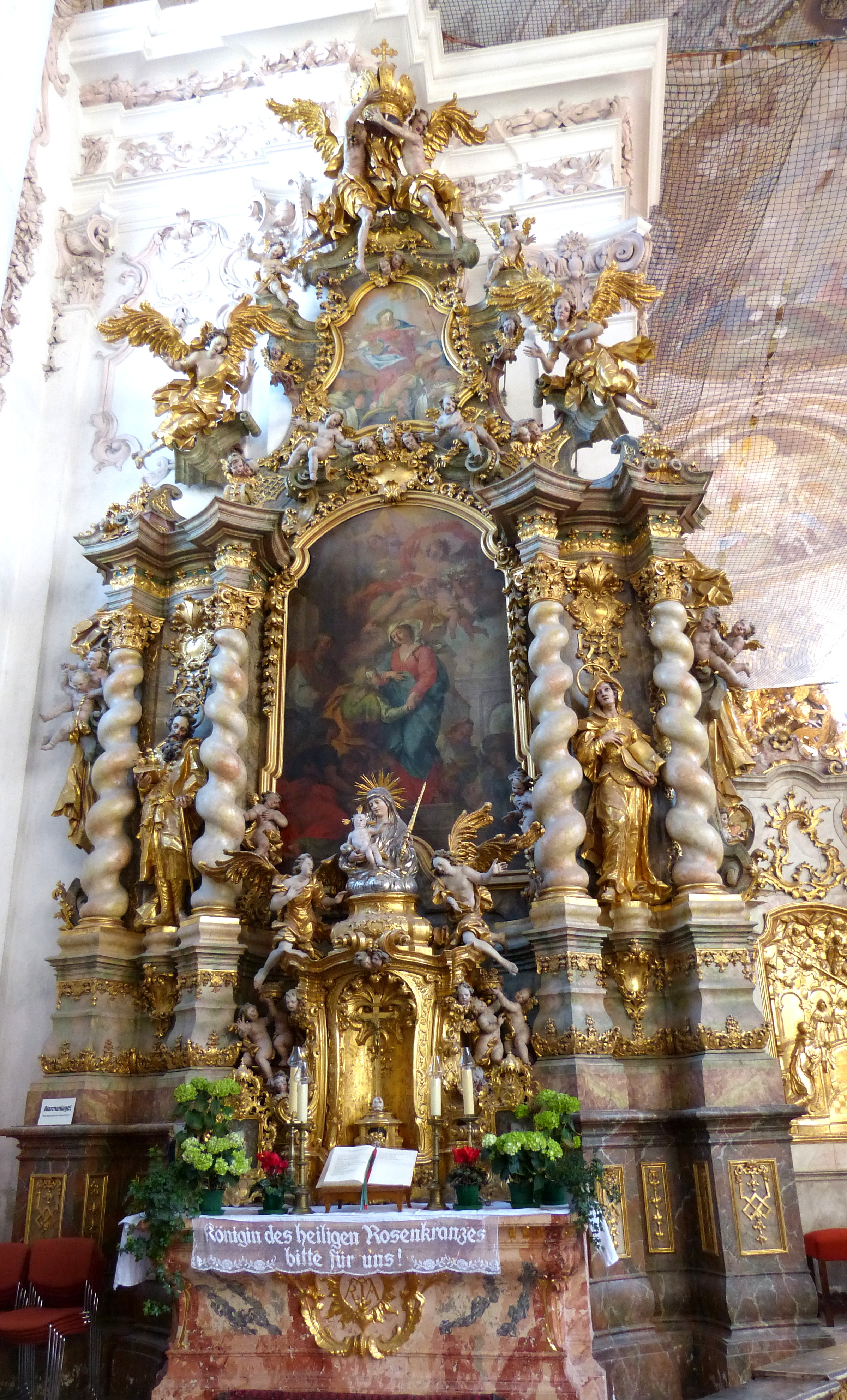
Marienaltar

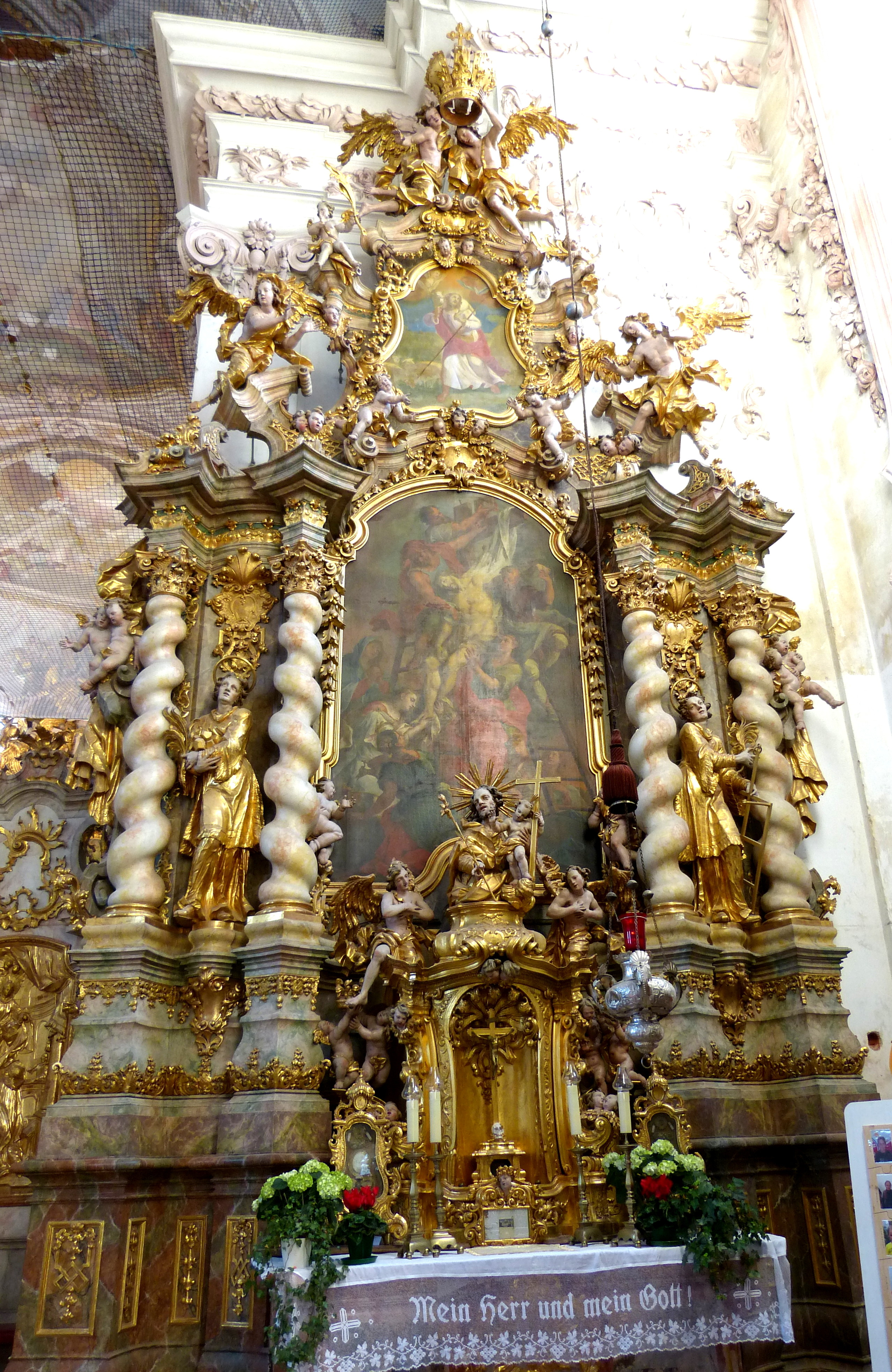
Kreuzaltar

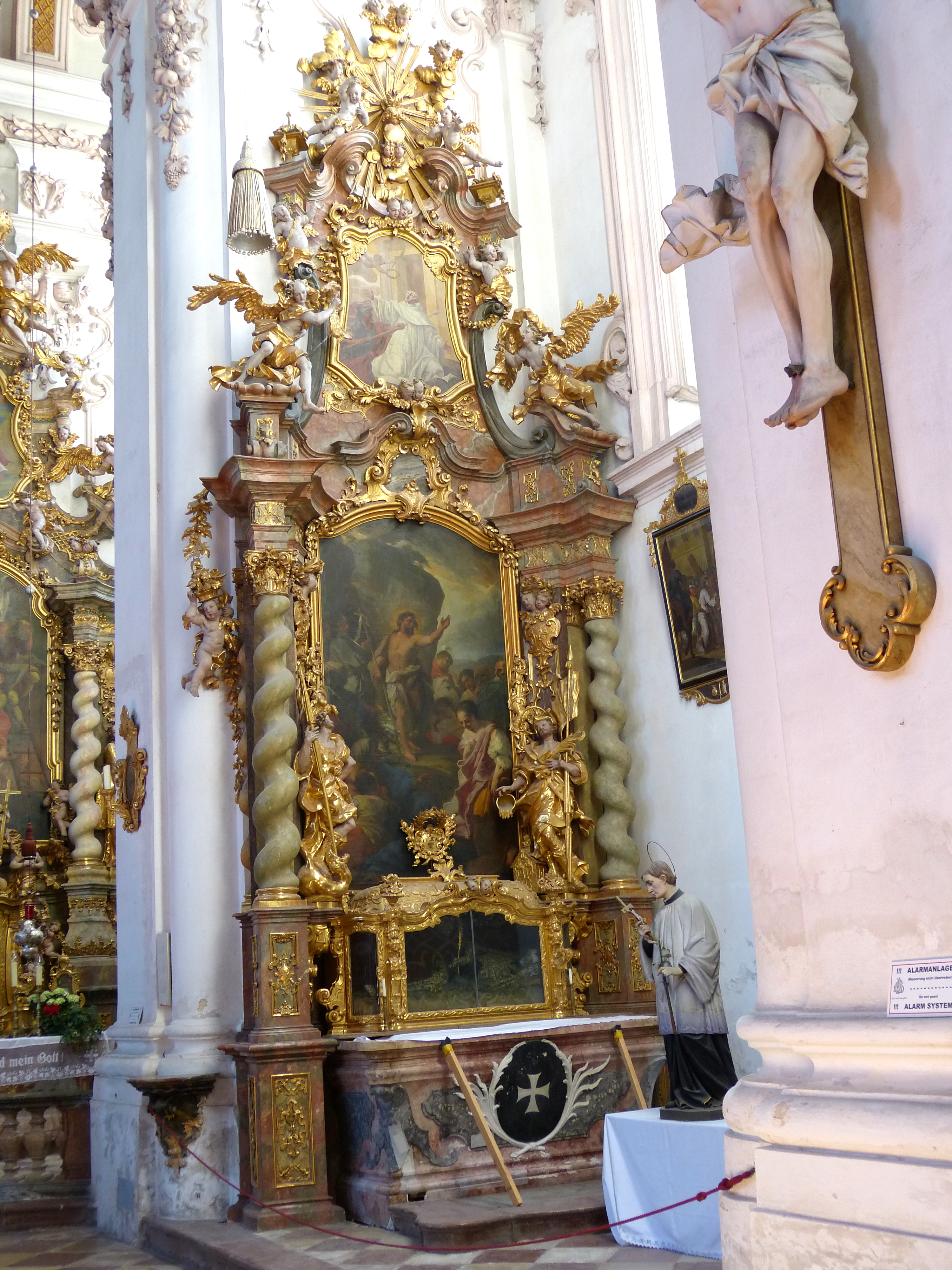
Johannesaltar

Die römisch-katholische Klosterkirche Mariä Himmelfahrt ist die im Kern mittelalterliche, barockisierte Klosterkirche von Kloster Aldersbach in Aldersbach im Landkreis Passau in Niederbayern. Sie gehört zur Pfarrei Mariä Himmelfahrt Aldersbach im Dekanat Vilshofen des Bistums Passau und bildet mit den Klostergebäuden ein Gebäudeensemble.

## Geschichte und Architektur
Der Abt Michael Kirchberger ließ im Jahr 1617 den Chor der mittelalterlichen Klosterkirche abreißen und neu errichten. Unter Abt Theobald I. Grad erfolgten in den Jahren 1705–1734 der Neubau des Langhauses und die Anpassung des Chores, wobei der spätmittelalterliche Westturm der Kirche beibehalten wurde. Der aus Graubünden stammende Stadtbaumeister von Landau, Dominikus Magzin, wirkte als Bauleiter. Die Ausschmückung wurde ab 1718 ausgeführt; gemäß der originalen Fassung des Chronogramms in der Chorbogenkartusche muss das Bauwerk im Jahr 1720 weitgehend vollendet gewesen sein. Die Fresken wurden nach urkundlichem Beleg von Cosmas Damian Asam, die Stuckaturen nach stilistischem Befund von Egid Quirin Asam ausgeführt. Unter den Ausstattungskünstlern sind die Passauer Joseph Matthias Götz und Joseph Deutschmann zu nennen. Im Jahr 1755 wurde die Turmfassade nach dem Geschmack des Rokoko von einem unbekannten Baumeister überarbeitet und das Glockengeschoss neu aufgesetzt.

### Äußeres
Das Bauwerk ist mit rosa getöntem Verputz versehen, wobei die Gliederungen weiß abgesetzt sind; diese Farbgebung wurde in den Jahren 1978–1980 wiederhergestellt. Der kräftige Turm zeigt einen quadratischen Unterteil mit ornamentierten Volutenstreben über den Eckpfosten der Blendbalustraden, die auf den geschrägten Ecken des Glockengeschosses sitzen. Eine formenreiche bekrönende Kuppelhaube ist mehrfach geschnürt und profiliert. Bis zum Dachgesims der Kirche sind der Turm und die seitlichen Fassadenteile mit doppelgeschossigen Fenstern versehen. Die Dachschrägen werden durch geschweifte Giebelstücke mit Vasenaufsätzen verdeckt. Das Portal zeigt eine aufwändige Gestaltung im Stil des Rokoko. Die ornamentalen und figürlichen Sandsteinteile wurden in den Jahren 1978–1980 im Kreuzgang aufgestellt und durch Steingusskopien ersetzt. Seitlich des Turms sind Kulissenwände mit Relief und Figurenbekrönung angebracht, welche Szenen aus Heiligenviten zeigen: St. Benedikt entlarvt die Täuschung des Gotenkönigs Totila sowie der Heilige mit dem Schlangenbecher, St. Bernhard von Clairvaux überzeugt den Herzog Wilhelm von Aquitanien von der Autorität des Papstes sowie der Heilige mit den Leidenswerkzeugen; als Portalfigur ist die Immaculata aufgestellt.

### Inneres
Der weite, lichte Raum ist als Wandpfeilerkirche gebildet; die Gesamtlänge beträgt 64 m, die Langhausbreite 21 m, diejenige des Chores 10 m bei einer Scheitelhöhe von 20 m. Die Architektur ist klar und wohlproportioniert und bietet den Gebrüdern Asam Gelegenheit zur Entfaltung ihrer Dekorationskunst. Georg Dehio urteilte: „Die Linien des Architekten sind nirgends verschleiert, sondern überall hervorgehoben und zum Klingen gebracht.“ (Dehio-Handbuch 1926) Die Architektur bringt ihrerseits auch die Ausstattungsstücke zur Geltung, die von West nach Ost zunehmend im Aufwand gesteigert werden und im Prospekt des Hochaltars gipfeln. Durch die teils freigestellten Seitenaltäre wird eine bühnenmäßige Präsentation des Hochchors erreicht, zu dem schräg gestellte Kulissenwände überleiten, welche gleichzeitig das Chorgestühl kaschieren. Die dadurch erreichte Harmonie zwischen Architektur, Dekoration und Ausstattung ist ein beachtenswertes Charakteristikum der Klosterkirche Aldersbach. Dazu trägt auch die Farbwirkung in gleichmäßig hellem Licht bei. Die warmen Farbtöne der Fresken werden in den Marmorfassungen der Ausstattung aufgenommen und gehöht durch reichliche Vergoldung. Der rosafarbene Stuck mit sparsamen Goldbrokat-Füllungen bildet ein verbindendes Mittel.
Das Langhaus mit fünf Achsen wird durch Wandpfeiler mit gerundeten Ecken und ein halbkreisförmiges Tonnengewölbe ohne Stelzung bestimmt. Damit wirkt der Raum gelagert und saalartig. Der eingezogene Chor ist unter Verwendung der Umfassungsmauern des frühen 17. Jhs. erbaut. Als Mönchschor sind zwei breite Achsen mit Blendarkaden und Bogennischen ausgewiesen, in die Emporen eingebaut sind. Die beiden folgenden Achsen entsprechen in der Breite den Polygonseiten des Chorschlusses und sind wie diese mit hohen Rundbogenfenstern durchbrochen.
Die Westempore von mäßiger Tiefe wird von einer großen Orgelbühne überspannt, die auch aus der architektonischen Konzeption von Egid Quirin Asam stammt und durch eine reiche Stuckierung und eine stark geschweifte Brüstung gekennzeichnet ist. Der mittlere Balkon wird von zwei Engel-Atlanten gestützt. Die Brüstungen der schräg gestellten seitlichen Balkons gehen in die Kapitelle der westlichen Wandpfeiler über. Dem entsprechen auch die unterfangenden seitlichen Arkaden.
Die Spitze des Chorbogens wurde mit einer Kartusche geschmückt, die von zwei Engeln flankiert wird und eine Widmung in Form eines Chronogramms enthält, dessen römische Zahlenbuchstaben das Jahr 1720 anzeigen: ChrIsto Deo eX MarIa VIrgIne InCarnato (Christus, dem Gott, der in der Jungfrau Maria Fleisch angenommen hat). Bei einer fehlerhaften Restaurierung wurde das Wort Christo durch Credo ersetzt, was zur Folge hatte, dass die Summe der Zahlzeichen nur noch 1719 erreicht und außerdem ein unsauberes Chronogramm entstanden ist, denn wenn man das D von Credo nicht wegfallen lässt, ergibt sich die Jahreszahl 2219.
Mit der Dekoration wird im Langhaus eine leichte Rhythmisierung erreicht, das Hauptfresko fasst drei Achsen zu einem Monumentalbild zusammen, dem die Schlussachsen mit querovalen Bildern zugeordnet sind. Die architektonische Ordnung des Chores wird vom Maler durch ein geschweiftes und ein kreisrundes Feld unterstrichen; das letztere stellt eine Kuppelrotunde illusionistisch dar. Die Stuckaturen markieren im Werk Egid Quirin Asams den Übergang vom machtvollen italienischen Barock zum eleganten Régence-Ornament französischer Herkunft. Mit dem Rahmen des Hauptfreskos sind vier mächtige Kartuschen mit den Ganzfiguren der Evangelisten auf den Wolken verbunden. Im Chor sind die lateinischen Kirchenväter dargestellt. An den Quertonnen der Räume zwischen den Wandpfeilern sind den kleineren Freskobildern mit Passionsszenen Rahmenfelder mit Putten beigeordnet, welche Leidenswerkzeuge und andere auf das Thema bezogene Gegenstände halten.
Die Fresken wurden teilweise von Cosmas Damian Asam geschaffen, die beiden Ovalbilder im Langhaus sind vermutlich Gesellenarbeiten wie auch die Nebenbilder der Wandpfeilerräume. Alle Fresken zeichnen sich durch einen guten Erhaltungszustand aus. Das Hauptthema ist das Erlösungswerk, wobei besonders auf Maria als Schutzpatronin der Kirche Bezug genommen wird. Das westliche Ovalbild zeigt die Verkündigung Mariä, im Hauptbild ist die Geburt Christi in der Vision des heiligen Bernhard von Clairvaux dargestellt; in der Legende wird berichtet, dass der junge Bernhard während einer Frühmesse den Wunsch verspürte, die genaue Nachtstunde der Geburt Christi zu erfahren. Daraufhin soll ihm das Bild des Stalles von Bethlehem erschienen sein. Über dem Stall öffnet sich der Himmel mit Gottvater. Kreuz und Schlangenkugel, die von Engeln getragen werden, verweisen auf das Erlösungswerk. Weitere Engel heben den Vorhang, der das Geheimnis der Menschwerdung Christi verhüllte. Im Ovalbild der Ostachse wird dargestellt, wie der auferstandene Christus am Ostersonntag seiner Mutter Maria erscheint. Im Chor sind Christi Himmelfahrt und die Ausgießung des Heiligen Geistes dargestellt.
Das Weihnachtsbild ist ein glanzvolles Werk aus der Reifezeit von Cosmas Damian Asam mit lichter Gesamterscheinung trotz reicher Farbskala mit erhöhtem Anteil von rötlichen Farbwerten. Ungewöhnlich ist die Darstellung des Stalles von Bethlehem unter einem tagblauen Himmel, der mit rosa-ockerfarbenen Wolkenformationen besetzt ist. Von dem Kind gehen die meisten Lichtstrahlen aus, weitere Lichterscheinungen von Gottvater und den Engeln am unteren Bildrand. Diese Helligkeiten überblenden die Farben zum Teil und tragen zur visionären Bildwirkung bei.
Der günstigste Standort für den Betrachter ist der Westteil des Langhauses. Der Stall ist als phantastische Architekturkulisse mit stark stürzenden Linien dargestellt, links ein gotisches Gewölbe. Auf den Treppen des Unterbaues eilen die Hirten herbei, geleitet vom hellerleuchteten Engel. Der illusionistische Raum ist unabhängig von der realen Architektur dargestellt. Auch die gemalte Balustrade steht nur im unteren, westlichen Teil auf dem geschweiften Freskorahmen; im oberen Teil ist sie davon gelöst. Auf einem balkonartigen Vorsprung ist der jugendliche Bernhard mit gelöster, aufnahmebereiter Haltung dargestellt; er bildet die Identifikationsfigur für den Betrachter.

## Ausstattung

### Hochaltar
Der Hochaltar wurde 1723 aufgestellt und ist ein Hauptwerk des Passauer Bildschnitzers Joseph Matthias Götz und seiner Werkstatt. Die monumentale Anlage ist mit doppelt gedrehten Säulen versehen. Der Altarauszug wird überlagert von einer überreichen Engelsglorie um die Gruppe der Trinität. Die Inkarnate der Figuren sind naturalistisch gebildet, im Übrigen dominiert die Glanzvergoldung. Durch die wenigen Lücken zwischen den Figuren dringt effektvoll das Licht des im Oberteil gelb verglasten Chorscheitelfensters.
Das Gemälde aus dem Jahr 1619 wurde von einem älteren Altar übernommen und ist mit Mathias Kagen signiert; es zeigt den heiligen Bernhard kniend vor der Muttergottes, die ihn mit der „Milch der Weisheit“ nährt.
Der Tabernakel wurde 1725 von Götz geschaffen, darauf steht eine ebenfalls von dem älteren Altar übernommene Schnitzfigur aus der Zeit um 1620 von Hans Degler aus Weilheim, welche die Mondsichelmadonna darstellt, seitlich stehen zwei silbern gefasste Schnitzbüsten der Heiligen Ursula und Eugenie.

### Chorbogenaltäre
Die ersten beiden Seitenaltäre, der Marien- und der Kreuzaltar am Chorbogen stehen noch östlich von der Kommunionbank. Sie entstanden um 1728 vermutlich nach einem Entwurf von Götz. Die prunkvollen Anlagen tragen auf jeweils vier gedrehten Säulen Auszüge in freier dekorativer Behandlung mit Engeln und Putten auf exponierten Gesimsteilen. Die Altarblätter zeigen die Heimsuchung und die Kreuzabnahme und sind beide bezeichnet mit Bergmiller 1728 beziehungsweise 1729. Der Augsburger Maler Johann Georg Bergmüller hat sich an die Werke von Rubens angelehnt. Auf den Drehtabernakeln sind Schnitzbüsten der Heiligen Maria und Joseph angebracht.

### Weitere Seitenaltäre
Von den weiteren, etwas schmaleren Seitenaltären mit zweisäuligen Aufbauten ist insbesondere das nächste (zweite) Paar von Interesse, dessen Gemälde aus der Zeit um 1720 von Cosmas Damian Asam stammen. Die übrigen eher handwerksmäßigen Seitenaltäre sind Werke von Andreas Math aus Vilshofen und Nikolaus Stuber aus München und stammen aus der Zeit zwischen 1720 und 1730.

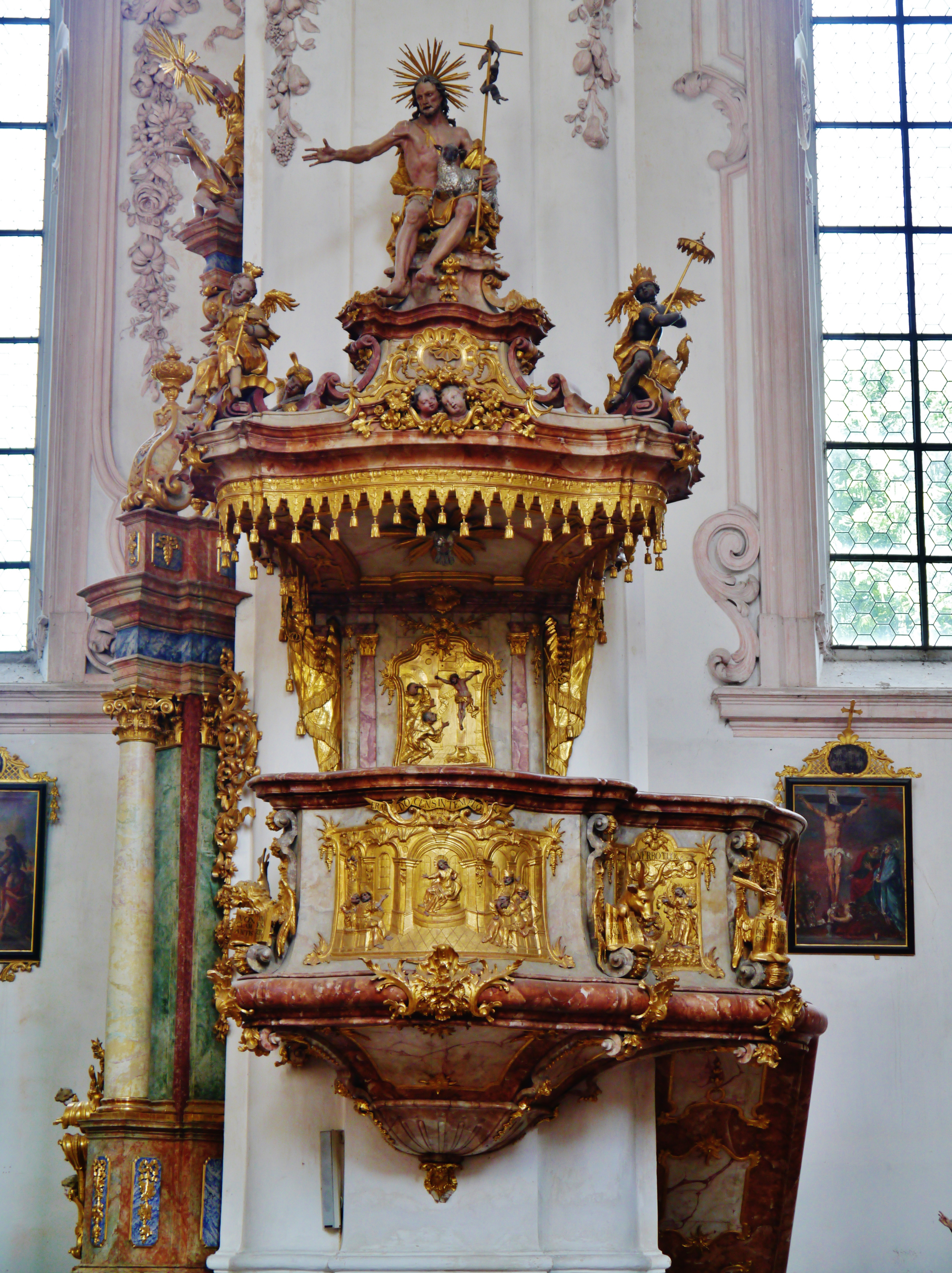
Kanzel

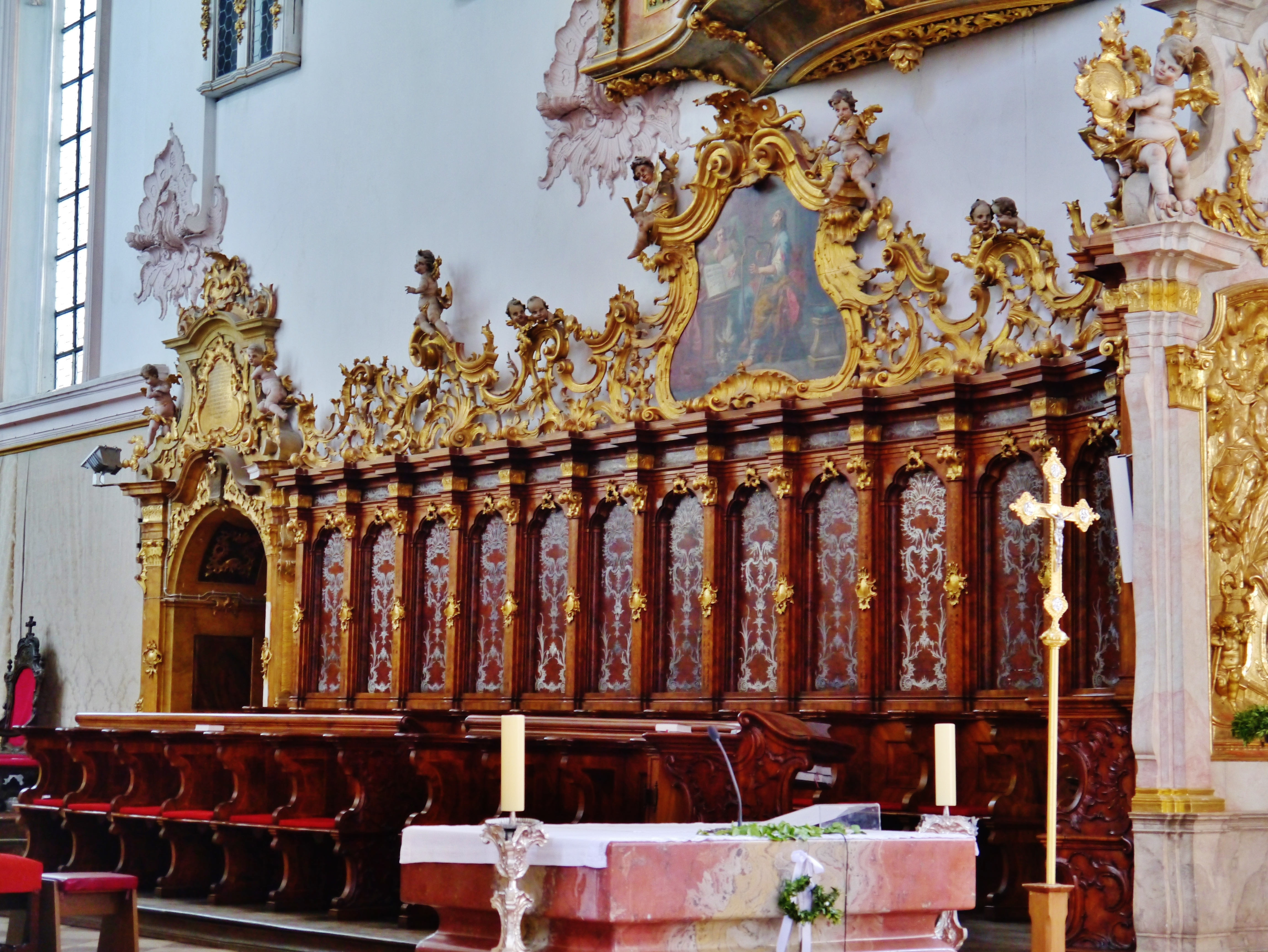
Chorgestühl

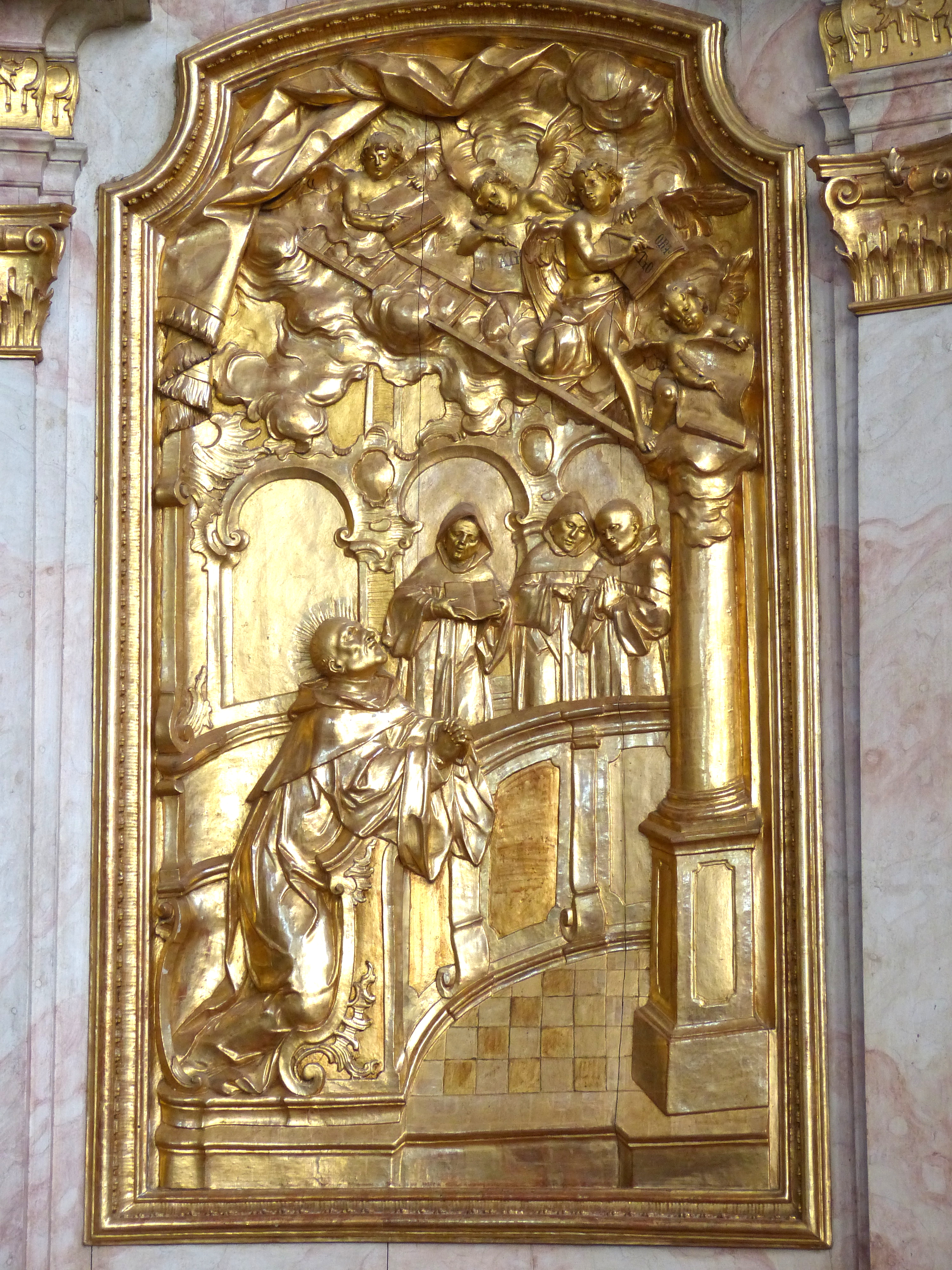
Chorschranke mit der Vision des heiligen Bernhard

#### Seitenaltäre rechts
Der zweite Altar rechts ist Johannes dem Täufer gewidmet. Das Altarbild stellt Johannes, den Juden predigend, dar und ist signiert von Cosmas Damian Asam; im Oberbild ist der Zisterzienserheilige Petrus von Castelnau dargestellt. Die Seitenfiguren stellen die Heiligen Georg und Florian dar. In einem Glasschrein sind die Reliquien des römischen Märtyrers Felicianus dargestellt. Der Abt Malachias Niederhofer ließ diese Reliquien aus Rom mitbringen. Daher ist sein Gedenkstein neben dem Altar angebracht, das Wappen zeigt einen Kranich mit dem Stein.
Der dritte Altar rechts ist der Dreikönigsaltar; auf dem Altarbild ist die Anbetung Jesu durch die Heiligen Drei Könige dargestellt; das Oberbild zeigt den heiligen Antonius von Padua. Auf dem Altar sind die Reliquien des nach der Überlieferung neunjährigen römischen Märtyrers Valerius, welche das Kloster Aldersbach 1746 zu seinem 600-jährigen Jubiläum aus Rom als Geschenk erhielt. Der Marmorstein mit Inschrift im Hintergrund wurde aus den römischen Katakomben hierher übertragen.
Der vierte Altar rechts ist der St.-Bernhards-Altar oder Öttinger Altar, auf dem eine Nachbildung der Altöttinger Muttergottes steht. Das große Bild zeigt den heiligen Bernhard, der während der Heiligen Messe in einer Vision die Gottesmutter und die Erlösung der armen Seelen aus dem Fegefeuer sieht, das Oberbild stellt St. Sebastian, den Patron der Kranken dar.
Der fünfte Altar rechts ist der Walburga-Altar und trägt ein Gemälde des Hofmalers Stuber. Das Bild stellt die Äbtissin von Heidenheim mit ihren Brüdern Willibald und Wunibald dar. Das Oberbild nach Lucas Cranach zeigt Maria Hilf.

#### Seitenaltäre links
Der zweite Altar links zeigt auf dem Hauptbild aus dem Jahr 1720 von Cosmas Damian Asam das Martyrium der heiligen Ursula und ihrer Gefährtinnen durch die Hunnen. Im Jahr 1351 wurden die Reliquien der heiligen Ursula durch zwei Edelfrauen hierher übertragen. Im Oberbild ist das Martyrium des heiligen Bernhard von Alzira dargestellt. Zu beiden Seiten sind die Statuen der Heiligen Katharina und Barbara aufgestellt. Der Reliquienschrein auf dem Altar birgt die Gebeine einer unbekannten römischen Märtyrerin namens Klara. Diese Reliquien wurden im Auftrag von Abt Paulus Genzger nach Aldersbach gebracht.
Der dritte Altar links ist der Benediktusaltar und zeigt im Hauptbild den Tod des Heiligen und im Oberbild den Erzengel Michael. In einem gläsernen Schrein ist eine Wachsfigur des heiligen Johann Nepomuk zu sehen, der zur Bauzeit der Kirche heiliggesprochen und zunehmend verehrt wurde.
Der vierte Altar links ist der Schutzengel-Altar und zeigt im Bild von Nikolaus Stuber den Schutzengel. Im Oberbild ist der Schutzpatron gegen die Pest, der heilige Rochus zu sehen. In Aldersbach starben daran hundertzehn Menschen im Jahr 1649 nach dem Dreißigjährigen Krieg. Zwischen Reliquien ist eine Nachbildung des Gegeißelten Heilands aus der Wieskirche zu sehen; in der Nähe der Klosterkirche gab es seit 1752 die einzige Wallfahrt zum Gegeißelten Heiland im Bistum.
Der fünfte Altar links ist der Magdalenen-Altar und zeigt die Titelheilige im Hauptbild von Nikolaus Stuber. Im oberen Bild ist das Gnadenbild Maria Schutz von Sammarei zu sehen. Das Grabmal an der Wand wurde zur Erinnerung an den 1620 gestorbenen Wohltäter des Klosters, Sigmund Münch von Münchhausen, aufgestellt.

### Weitere Ausstattung
Die Kanzel ist am unteren Relief des Aufgangs inschriftlich als ein Werk Joseph Deutschmanns aus Passau des Jahres 1748 bezeichnet. Der Kanzelaufgang und der Korpus zeigen vergoldete Reliefs, die sich inhaltlich auf die Predigt beziehen, unter anderem den zwölfjährigen Jesus im Tempel sowie vollplastische Evangelistensymbole. Auf dem mit Schabracken unterhängten Schalldeckel steht eine Figur Johannes des Täufers, außerdem vier Kinderengel als Repräsentanten der Erdteile, exotisch gekleidet und sehr bewegt in Gestik und Ausdruck. Diese beachtenswerten Skulpturen des Rokoko sind mit hoher Wahrscheinlichkeit eigenhändige Werke von Deutschmann.
Das Chorgestühl wurde 1762 vollendet und ist mit Nussbaumfurnier mit Intarsien ausgeführt. Die Rückwände sind mit feinen Rocaille-Arabesken aus Zinn dekoriert. Die Aufsätze sind in frei geschnitztem Rocaillewerk gestaltet, das zwei Gemälde rahmt, die inschriftlich mit dem Künstler Bartolomeo Altomonte 1761 bezeichnet sind. Zum Chorbogen hin schwingen die Sedilien ein, die vergoldeten Schnitzreliefs der Schirmwände sind vermutlich Werke von Deutschmann. Sie stellen den heiligen Alberich (Abt von Citeaux, † 1109) dar, der von Maria das Ordensgewand empfängt. Der heilige Bernhard hatte während des Chorgebets die Vision von Engeln, welche die Gebete der Mönche je nach dem Grad der Andacht verschieden in das Buch des Lebens eintragen. Abt Theobald II. wird mit der Jahreszahl 1762 inschriftlich als Auftraggeber bezeichnet.
Die Beichtstühle in den östlichen Wandpfeilerräumen stammen aus der Zeit um 1760 und tragen aufgesetzte Figuren von Joseph Deutschmann, die offenbar die vier letzten Dinge versinnbildlichen: Tod, Gericht, Hölle und Himmel. Mit den Putten wird hier ein besonderes Maß an barocken Ausdrucksmöglichkeiten demonstriert.
Die Grabdenkmäler sind teils in der Kirche, teils im Kapellenkranz und teils im Klosterkreuzgang aufgestellt. Sie zeigen eine lückenlose Folge der Grabdenkmäler der seit 1444 infulierten Prälaten, darunter die Grabsteine für Abt Simon († 1501) und Abt Johannes Riemer († 1514), beides Werke des Passauer Bildhauers Jörg Gartner. Hervorzuheben sind die große Platte des Albrecht von Closen († 1341) mit Ganzfigur in Ritzzeichnung im Kreuzgang und die figürliche Reliefplatte des Wolf von Leublfing († 1530) im Kapellenkranz.

## Sakramentskapelle
Die Kapelle wurde vor der Mitte des 18. Jh. im Scheitel des Kapellenkranzes neu erbaut, die Deckenmalerei wurde vermutlich von dem Tiroler Johann Jakob Zeiller geschaffen. Das Rundbild zeigt das Emmausmahl, eingebunden in eine Stuck imitierende Dekoration.

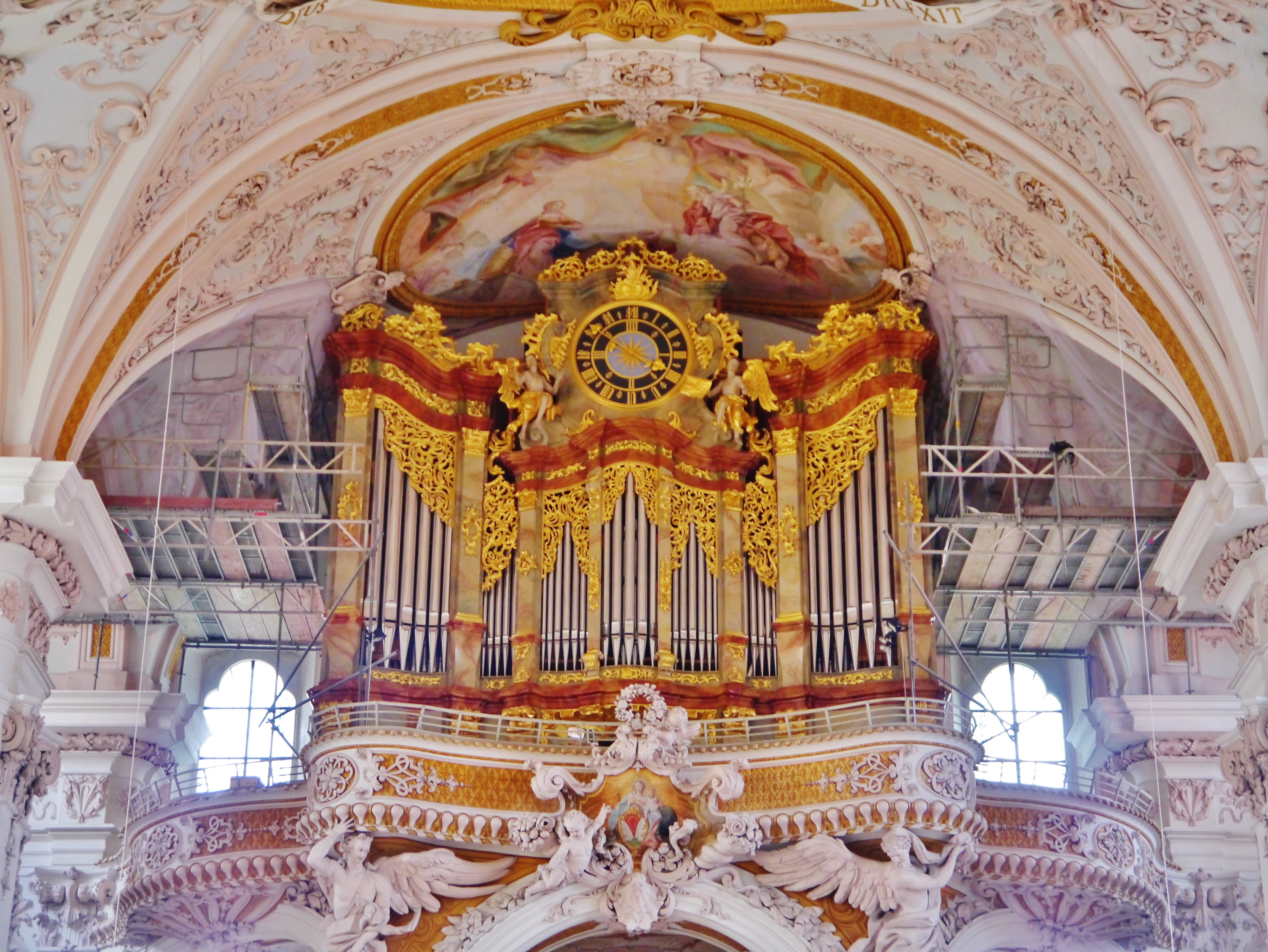
Orgel

## Orgel
Im Zuge des Langhausneubaus erhielt die Kirche um 1720 eine neue Chororgel von Johann Sebastian Wild aus Kirchenrohrbach. Nach 1720 schuf dieser auch die neue Hauptorgel. Letzteres Instrument ersetzte um 1760 der Passauer Orgelbauer Philipp Jakob Schmid durch ein neues mit 26 Registern auf zwei Manualen, das um 1785 von Johann Schweinacher aus Landshut umgebaut wurde. Die Chororgel kam nach der Säkularisation 1803 nach Egglham, die Schmid-Orgel in die Vilshofener Stadtpfarrkirche. Erst 1836 erhielt die Kirche daraufhin eine neue Orgel, diesmal eine einmanualige von Adam Ehrlich aus Passau. Diese wiederum erfuhr 1881 einen Umbau durch Martin Hechenberger. Die Disposition lautete nun:
| Manual C–f3 |    |
| Principal   | 8′ |
| Gedackt     | 8′ |
| Gamba       | 8′ |
| Amorosa     | 8′ |
| Oktav       | 4′ |
| Flöte       | 4′ |
| Quinte      | 3′ |
| Mixtur IV   | 2′ |

| Pedal C–c1 |     |
| Violon     | 16′ |
| Subbass    | 12′ |
| Violon     | 8′  |

Diese Orgel überdauerte, bis sie 1929 von Michael Weise durch einen größeren Neubau ersetzt wurde, der folgendermaßen disponiert war:
| I Hauptwerk |       |
| Prinzipal   | 8′    |
| Rohrflöte   | 8′    |
| Gamba       | 8′    |
| Octave      | 4′    |
| Spitzflöte  | 4′    |
| Mixtur IV   | 2 ⁄3′ |

| II Schwellwerk   |       |
| Bourdon          | 16′   |
| Lieblich Gedeckt | 8′    |
| Gemshorn         | 8′    |
| Salicional       | 8′    |
| Blockflöte       | 4′    |
| Rohrflöte        | 2′    |
| Sesquialtera II  | 2 ⁄3′ |
| Cymbel           | 1 ⁄3′ |
| Trompete         | 8′    |
| Tremolo          |       |

| Pedal      |     |
| Contrabass | 16′ |
| Subbass    | 16′ |
| Zartbass   | 16′ |
| Octavbass  | 8′  |
| Gedackbass | 8′  |
| Posaune    | 16′ |

- Koppeln: II/I, I/P, II/P, Superoktavkoppel I, Superoktavkoppel II/I, Superoktavkoppel II/P, Suboktavkoppel II/I, Tutti, Zungen ab, Mezzoforte, Forte, Crescendo, eine freie Kombination

Nachdem 1954 eine Restaurierung dieser Orgel stattgefunden hatte, entschied man sich 1985 dazu, dieses Instrument als Chororgel auf die Nordempore zu transferieren und gab bei Ludwig Eisenbarth einen Neubau mit nunmehr 42 Registern auf drei Manualen in Auftrag. Diese 1992 angefertigte Orgel weist die Besonderheit auf, dass über ihr zweites und drittes Manual nun die Weise-Orgel gespielt werden kann. Die Disposition lautet:
| I Hauptwerk     |       |
| Großgedeckt     | 16′   |
| Principal       | 8′    |
| Gamba           | 8′    |
| Amorosa         | 8′    |
| Octav           | 4′    |
| Rohrflöte       | 4′    |
| Quinte          | 2 ⁄3′ |
| Octav           | 2′    |
| Cornet V (ab f) | 2′    |
| Mixtur V        | 1 ⁄3′ |
| Trompete        | 8′    |

| II Unterwerk |        |
| Copl         | 8′     |
| Dulciana     | 8′     |
| Waldflöte    | 4′     |
| Nazard       | 2 ⁄3′  |
| Flageolett   | 2′     |
| Tierce       | 1 3⁄5′ |
| Larigot      | 1 ⁄3′  |
| Cymbel IV    | 1⁄2′   |
| Violoncello  | 16′    |
| Tremolo      |        |

| III Schwellwerk      |     |
| Corno dolce          | 16′ |
| Principal            | 8′  |
| Flute traversiere    | 8′  |
| Salicional           | 8′  |
| Silvestrina (ab c)   | 8′  |
| Viola                | 4′  |
| Flute octaviante     | 4′  |
| Octav                | 2′  |
| Plein jeu II–V       | 2′  |
| Bombarde             | 16′ |
| Trompette harmonique | 8′  |
| Oboa                 | 8′  |
| Clairon              | 4′  |
| Tremulant            |     |

| Pedal        |         |
| Principal    | 16′     |
| Subbass      | 16′     |
| Quintbass    | 10 2⁄3′ |
| Oktavbass    | 8′      |
| Bordoun      | 8′      |
| Choralbass   | 4′      |
| Hintersatz V | 2 ⁄3′   |
| Posaune      | 16′     |
| Trompete     | 8′      |

- Koppeln: II/I, III/I, III/II, I/P, II/P, III/P, 16-fache elektronische Setzerkombination

## Glocken
Von den alten Glocken aus der langen Geschichte des Klosters und der Kirche ist keine im Aldersbacher Kirchturm erhalten geblieben. Nach dem Zweiten Weltkrieg bekam die Kirche als eine der ersten in Bayern bereits 1946 wieder neue Glocken. Der Bochumer Verein lieferte sechs Gussstahlglocken in Sekundschlagrippe h0 (3250 kg), cis1 (2250 kg), dis1 (1630 kg), fis1 (950 kg), gis1 (680 kg) und h1 (400 kg). Die Glocken zeigten große klangliche Mängel und belasteten auch die Statik des Turmes stark.
2013 wurden von Perner in Passau sechs neue Glocken gegossen. Eingebaut wurden die neuen Glocken erst 2015 im Rahmen der Sanierung des Kirchturms. Glockenweihe war am 10. Mai 2015.
Die sechs alten Stahlglocken wurden vor der Kirche im Freien aufgestellt.
Seither ist der Bestand der Glocken nunmehr folgender:
| Glocke | Name                 | Schlagton | Gewicht | Gießer         | Gussjahr | Ort        |
| 1      | Maria Himmelfahrt    | b0        | 4260 kg | Perner, Passau | 2013     | Kirchturm  |
| 2      | Auferstehung Christi | es1       | 1656 kg | Perner, Passau | 2013     | Kirchturm  |
| 3      | St. Bernadus         | ges1      | 777 kg  | Perner, Passau | 2013     | Kirchturm  |
| 4      | St. Cäcilia          | as1       | 639 kg  | Perner, Passau | 2013     | Kirchturm  |
| 5      | SS. Angeli           | b1        | 549 kg  | Perner, Passau | 2013     | Kirchturm  |
| 6      | S. Maria auxillatrix | des2      | 389 kg  | Perner, Passau | 2013     | Kirchturm  |
| 7      |                      | h2        |         |                |          | Dachreiter |

## Sakristei
Die Sakristei ist ein längsrechteckiger Raum mit flacher Stichkappenwölbung und fünf Fensterachsen. Die beiden Deckengemälde in der Stuckdecke sind bezeichnet mit Jo(hann) Jacob Zeiller 1746. Sie stellen Zacharias’ Opfer im Tempel und die Bestätigung des Zisterzienser-Ordens durch Papst Calixtus II. dar; die zweite Szene wird teilweise auch als „Messe mit Papst Eugen III.“ gedeutet.
Das Schrankwerk wurde um 1730 vom Klosterschreiner Frater Kaspar Grießemann geschaffen. Die gediegene Arbeit ist mit Nussbaum furniert, reich mit Intarsien verziert und mit geschraubten Säulen gegliedert. Vor der Süd- und der Westwand der Sakristei sind in voller Länge mehrachsige Kredenzen aufgestellt. Der verkröpfte Gebälkabschluss ist mit vergoldeten Giebelstücken und Blumenvasen geschmückt. In der Südwand ist in einer Nische eine farbig gefasste Immaculata von Wenzeslaus Jorhan aus dem Jahr 1746 aufgestellt.